# Рашківська сільська рада (Городенківський район)
| Рашківська сільська рада — орган місцевого самоврядування у Городенківському районі Івано-Франківської області з адміністративним центром у с. Рашків. 17.10.1951 облвиконком рішенням № 744 передав у Городенківському районі хутір Якубівку з Родниківської сільської ради до Рашківської сільської ради. Сільській раді підпорядковані населені пункти: - с. Рашків — населення 1 006 ос.; площа 10,777 км²; засн. в 1695 році; - с-ще Якубівка — населення 338 ос.; площа 9,752 км²; засн. в середині 18 ст.. |

## Склад ради
Рада складається з 16 депутатів та голови.

### Керівний склад ради
| ПІБ                   | Основні відомості                                                             | Дата обрання | Дата звільнення |
| --------------------- | ----------------------------------------------------------------------------- | ------------ | --------------- |
| Брус Петро Васильович | Сільський голова, 1951 року народження, освіта, безпартійний                  | 26.03.2006   | 31.10.2010      |
| Брус Петро Васильович | Сільський голова, 1951 року народження, освіта середня загальна, безпартійний | 31.10.2010   |                 |

Примітка: таблиця складена за даними джерела